# Зажги красный фонарь
«Зажги красный фонарь» (другой вариант — «Подними красный фонарь», кит. 大红灯笼高高挂, англ. Raise the Red Lantern) — кинофильм режиссёра Чжан Имоу, вышедший на экраны в 1991 году. Экранизация романа Су Туна «Жёны и наложницы» (кит. 妻妾成群).
Производство фильма было спонсировано тайваньским предпринимателем Цю Фушэном, съёмки проходили в поместье Цяо (уезд Ци, провинция Шаньси). Картина имела широкий международный резонанс и получила ряд престижных кинематографических наград.

## Сюжет
В 20-е годы XX века богатый пятидесятилетний китайский феодал Чэнь берет в дом четвертую жену — образованная городская девушка Сунлянь, у которой умер отец. До брака она шесть месяцев училась в университете, но учёба дорога, её заставляют бросить учебу и продают замуж. Она теперь самая молодая жена феодала, что вызывает яркую вражду, ревность и ненависть старших жен. У каждой жены отдельный дом большого поместья. Первая жена Юйжу — ровесница Чэня, в неё он был влюблён в юности. Она родила ему сына. Вторая жена Чжоюнь выглядит простой и заботливой, она тепло принимает Сунлянь и дарит ей дорогой шёлк для платья. Третья жена Мэйшань — в прошлом оперная певица, яркая, кокетливая и самолюбивая.
В доме Чэня неукоснительно соблюдают разнообразные традиции. Одна из них заключается в том, что по утрам все жёны выходят в общий коридор, а слуги оглашают, с кем проведёт ночь Чэнь. На карнизах внутри дома этой жены вывешивают множество красных фонарей. Внимание господина даёт жене власть, статус и привилегии на сутки, и они интригуют, делая всё возможное, чтобы быть выбранными Чэнем. Жён все, кроме Чэня, именуют по номерам, Сунлянь зовётся «Четвёртая сестрица».
В услужение Сунлянь дают деревенскую девочку Янъэр, которая сама мечтает стать госпожой, и завидует Сунлянь. Чэнь соблазнил её, и она, мечтая, что станет Четвёртой сестрицей, украсила свою каморку такими же фонарями, какие вывешивают у жён на ночь. Когда Сунлянь появилась в доме, Янъэр от злости вступила в сговор со второй женой Чжоюнь и по её научению сделала куклу Сунлянь, в которую втыкала иголки. В один из дней третья жена Мэйшань зовёт Четвёртую сестрицу сыграть в мацзян себе в гости, где, случайно заглянув под стол, Сунлянь обнаруживает, что Мэйшань гладит своей ногой ногу доктора.
Среди вещей Сунлянь была флейта её отца. Янъэр, перебирая вещи, обнаружила флейту и отдала Чэню, который решил, что это подарок одного из студентов и сжёг её. Сунлянь, ища флейту, зашла в жилище Янъэр, где нашла куклу и фонари. Она выпытала у служанки, что именно Вторая сестрица написала для неграмотной Янъэр имя Сунлянь на кукле. Тем временем Чэнь начал посещать Чжоюнь, и Четвёртая сестрица решила сымитировать беременность, чтобы Чэнь стал проводить время с ней и она забеременела по-настоящему. Теперь весь дом исполняет капризы Сунлянь. Янъэр обнаружила среди грязного белья хозяйки окровавленные штаны, о чём сказала Чжоюнь. Та, поняв, что у Сунлянь идут месячные, а следовательно, она не беременна, просит Чэня отправить ко Второй сестрице семейного доктора. Доктор открывает Чэню правду, муж гневается и требует, чтобы фонари на доме Сунлянь закрыли матерчатыми футлярами.
Наступает зима и день рождения Сунлянь. Она безутешна и просит вина, чтобы забыться. Опьянев, Сунлянь начинает громко хохотать, к ней приходит Вторая сестрица со служанкой, и Сунлянь проговаривается ей насчёт Третьей сестрицы, после чего проваливается в сон. Тем же вечером Чжоюнь посылает за Мэйшань, её застают в постели с доктором. На следующий Мэйшань находят «повесившейся», Сунлянь видит её и сходит с ума.
Следующим летом Чэнь женится в пятый раз.

## В ролях
- Гун Ли — Сунлянь, четвёртая жена
- Хэ Сайфэй — Мэйшань, третья жена
- Цао Цуйфэнь — Чжоянь, вторая жена
- Ма Цзинъу — господин Чэнь Байшунь
- Чжао Ци — распорядитель дома
- Кун Лин — служанка Янъэр
- Цзинь Шуюань — Юйжу, первая жена

## Художественные особенности
Фильм продолжает начатую в предыдущих работах Чжан Имоу тему женщины и её судьбы в условиях патриархальной семьи. Для этого режиссёр использует ряд стилистических приёмов. Так, всё действие ленты разворачивается в течение одного года (сюжет разбит на части, соответствующие порам года) в одном и том же месте — поместье китайского феодала, с его множеством комнат, двориков и переходов. Массивная архитектура играет немаловажную роль в развитии сюжета, отражая незначительность судьбы персонажей. Этому способствует и широкое использование режиссёром дальних планов, камера не часто приближается к героям. Так, практически невозможно разглядеть лицо хозяина дома, что символизирует его отстранённость от женских персонажей; лишь иногда главная героиня попадает в крупный план. Эти стилистические особенности дают зрителю возможность взглянуть на происходящее как бы со стороны, с объективной точки зрения.

## Награды и номинации
- 1991 — три награды Венецианского кинофестиваля: «Серебряный лев», приз ФИПРЕССИ и приз Эльвиры Нотари (все — Чжан Имоу).
- 1992 — номинация на премию «Оскар» за лучший фильм на иностранном языке.
- 1992 — премия «Давид ди Донателло» за лучший зарубежный фильм (Чжан Имоу), а также номинация в категории «лучшая зарубежная актриса» (Гун Ли).
- 1992 — в десятке лучших зарубежных фильмов по версии Национального совета кинокритиков США.
- 1993 — премия BAFTA за лучший фильм не на английском языке (Чи Фушэн, Чжан Имоу).
- 1993 — две премии «Сто цветов»: лучший фильм, лучшая актриса (Гун Ли).
- 1993 — премия Лондонского кружка кинокритиков за лучший зарубежный фильм года.
- 1993 — номинация на премию «Независимый дух» за лучший зарубежный фильм (Чжан Имоу).

## В театре
В середине 1990-х годов Чжан Имоу получил от руководства Национального балета предложение создать на основе его фильма спектакль. Режиссёр написал либретто по своему сценарию и лично участвовал в постановке. Премьера балета «Зажги красный фонарь» на музыку Чэнь Цигана в хореографии Ван Синьпэн (Wang Zinpeng) и Ван Юаньюань (Wang Yuanyuan) состоялась в 2001 году. Китайский национальный балет неоднократно показывал этот спектакль во время гастролей за рубежом, в 2007 году его московский показ завершал культурную программу года Китая в России.